# Moorestown
Moorestown es un municipio (en inglés, township) situado en el condado de Burlington, Nueva Jersey, Estados Unidos. Tiene una población estimada, a mediados de 2022, de 21 500 habitantes.
La venta de alcohol estuvo prohibida en la localidad hasta 2011, en que se aprobó, mediante un referéndum, la concesión de licencias especiales, adquiridas en su totalidad por restaurantes del centro comercial Moorestown Mall. En 2021 el Concejo autorizó la venta en tiendas en ciertos sectores del municipio.

## Geografía
La localidad está ubicada en las coordenadas 39°58′43″N 74°56′34″O / 39.97861, -74.94278 (39.978716, -74.942651).

## Demografía
Según el censo de 2000, en ese momento los ingresos medios de los hogares de la localidad eran de $78,826 y los ingresos medios de las familias eran de $94,844. Los hombres tenían ingresos medios por $74,773 frente a los $39,148 que percibían las mujeres. Los ingresos per cápita para la localidad eran de $42,154. Alrededor del 3.4% de la población estaba por debajo de la línea de pobreza.
De acuerdo con la estimación 2017-2021 de la Oficina del Censo, los ingresos medios de los hogares de la localidad son de $149,500 y los ingresos medios de las familias eran de $176,984. Los ingresos per cápita en los últimos doce meses, medidos en dólares de 2021, son de $78,425. Alrededor del 3.9% de la población está por debajo de la línea de pobreza.